# Hormius gelechiae
Hormius gelechiae är en stekelart som beskrevs av Sergey A. Belokobylskij 2001. Hormius gelechiae ingår i släktet Hormius och familjen bracksteklar. Inga underarter finns listade i Catalogue of Life.